# Chodowice (stacja kolejowa)
Chodowice (ukr. Ходовичі, ros. Ходовичи) – stacja kolejowa w miejscowości Chodowice, w rejonie stryjskim, w obwodzie lwowskim, na Ukrainie. Położona jest na linii Tarnopol – Stryj.
Stacja istniała przed II wojną światową.